# Previziuni (program de talk-show la Antena 3)
Previziuni este programul de știri al postului Antena 3, televiziune deținută de Antena TV Group.